# 1263
Високе Середньовіччя •  Реконкіста •  Хрестові походи •  Монгольська імперія

## Геополітична ситуація
Михайло VIII Палеолог є імператором Візантійської імперії (до 1282). У Священній Римській імперії триває період міжцарства (до 1273). У Франції править Людовик IX (до 1270).
Апеннінський півострів розділений: північ належить Священній Римській імперії, середню частину займає Папська область, південь належить Сицилійському королівству. Деякі міста півночі: Венеція, Піза, Генуя тощо, мають статус міст-республік.
Майже весь Піренейський півострів займають християнські Кастилія, Леон (Астурія, Галісія), Наварра, Арагонське королівство (Арагон, Барселона) та Португалія, під владою маврів залишилися тільки землі на самому півдні. Генріх III є королем Англії (до 1272), а королем Данії — Ерік V (до 1286).
Ярлик від Золотої Орди на княжіння у Києві та Володимирі-на-Клязьмі має Ярослав Ярославич (до 1271). Король Русі Данило Романович править у Галичі, Роман Михайлович Старий — у Чернігові (до 1288). На чолі королівства Угорщина стоїть Бела IV (до 1270). У Кракові княжить Болеслав V Сором'язливий (до 1279).
Монгольська імперія займає більшу частину Азії. Північний Китай підкорений монголами, на півдні династія Сун усе ще чинить опір. У Єгипті правлять мамлюки. Невеликі території на Близькому Сході утримують хрестоносці. Альмохади все ще зберігають владу в частині Магрибу. Делійський султанат є наймогутнішою державою Північної Індії, а на півдні Індії домінує Чола. В Японії триває період Камакура.
Цивілізація майя переживає посткласичний період. Почала зароджуватися цивілізація ацтеків.

## Події
- Після смерті Олександра Невського ярлик від Орди на княжіння в Києві та Володимирі-на-Клязьмі отимав Ярослав Ярославич. Дворічний син Невського Данило Олександрович став московським князем.
- Роман Михайлович Старий почав правити в Чернігові.
- Почалося правління Магнуса VI у Норвегії.
- Генуя частково відбила у Венеції Крит.
- Від руки вбивці загинув литовський князь Міндовг та двоє його синів. Князівство очолив жмудський князь Тройнат, почався тривалий період безладу.
- У Шотландсько-норвезькій війні шотландці виграли битву під Ларгсом.
- Церковний собор в Арлі засудив вчення Йоахима Флорського як єретичне.
- Папа римський Урбан IV почав проповідувати Восьмий хрестовий похід.
- Урбан IV запропонував корону сицилійського короля Карлу Анжуйському.
- Хан Хулагу зазнав поразки від хана Ногая на берегах Тереку й відійшов на південь від Кавказьких гір.
- Ординський хан Берке уклав угоду з Візантією та Єгиптом щодо торгівлі рабами з Русі.